# Andrews (Carolina do Sul)
Andrews é uma cidade  localizada no estado norte-americano de Carolina do Sul, no Condado de Georgetown e Condado de Williamsburg.

## Demografia
Segundo o censo norte-americano de 2000, a sua população era de 3068 habitantes.
Em 2006, foi estimada uma população de 3023, um decréscimo de 45 (-1.5%).

## Geografia
De acordo com o United States Census Bureau tem uma área de
5,7 km², dos quais 5,7 km² cobertos por terra e 0,0 km² cobertos por água. Andrews localiza-se a aproximadamente 9 m acima do nível do mar.

## Localidades na vizinhança
O diagrama seguinte representa as localidades num raio de 36 km ao redor de Andrews.